# Eduard Totleben
Franz Eduard Graf von Tottleben (rusă Эдуа́рд Ива́нович Тотле́бен, tr. Eduárd Ivánovich Totlében; 20 mai [S.V. 8 mai] 1818 – 1 iulie [S.V. 19 iunie] 1884), mai cunoscut sub numele de Eduard Totleben în engleză, a fost un inginer militar baltic german și general imperial rus. El a fost responsabil de lucrările de fortificarea și desecarea în timpul unor importante campanii militare rusești.

## Legături externe
- Novorossiia leaders and Odessa Ukraine mayors Arhivat în 3 martie 2016, la Wayback Machine.